# Aurinko laskee länteen
"Aurinko laskee länteen" ("O sol põe - se a ocidente") foi a canção que representou a Finlândia no Festival Eurovisão da Canção 1965 que teve lugar em Nápoles, Itália em 20 de março desse ano.
A referida canção foi interpretada em finlandês por Viktor Klimenko. Foi a décima-sexta canção a ser interpretada na noite do festival, a seguir à canção luxemburguesa "Poupée de cire, poupée de son", interpretada por France Gall e antes da canção jugoslava "Čežnja", cantada por Vice Vukov. A canção finlandesa terminou em 15.º lugar (empatada com outros 4 países), não tendo conquistado qualquer ponto (0 pontos).
No ano seguinte, em 1966, a Finlândia fez-se representar com Ann Christine que interpretou o tema "Playboy".

## Autores
- Letrista:  Reino Helismaa
- Compositor: Toivo Kärki
- Orquestrador: George de Godzinsky

## Letra
A canção trata de uma curta experiência que Klimenko diz ter vivido e chega à conclusão que o pôr-de-sol assinala o final "do tempo do amor"